# Scobie Breasley
Arthur Edward "Scobie" Breasley (7 de mayo de 1914 - 21 de diciembre de 2006) fue un jockey australiano. Ganó la Caulfield Cup en Melbourne en cinco oportunidades: 1942-45 consecutivamente montando a Tranquil Star, Skipton, Counsel y St Fairy; y luego sobre Peshawar in 1952. También ganó dos veces el Epsom Derby, y una vez el Prix de l'Arc de Triomphe.
Breasley nació en Wagga Wagga, Nueva Gales del Sur y fue bautizado como Arthur Edward, pero siendo muy joven recibe el apodo de "Scobie", en honor del famoso entrenador australiano James Scobie.
Durante su carrera, Breasley corrió 3,251 ganadores incluyendo más de 1,000 en Australia y 2,161 en Gran Bretaña. Entre 1955 y 1964 cada año en Inglaterra corrió más de 100 ganadores, y fue galardonado jockey Campeón de Gran Bretaña en 1957, 1961, 1962 y 1963. En 1958 ganó el Prix de l'Arc de Triomphe en Ballymoss, y el Derby por primera vez en 1964 a los 50 años de edad montando a Santa Claus, y nuevamente en 1966 en Charlottown.
Tuvo una gran rivalidad profesional con Sir Gordon Richards, y posteriormente con el jockey Lester Piggott. Era famoso por su exquisito equilibrio sobre la montura, y por utilizar muy poco la fusta prefiriendo en cambio utilizar las manos y los talones.
Scobie Breasley falleció el 21 de diciembre en el 2006 luego de sufrir un ataque cardíaco unos días antes.